# Ракетни крайцери тип „Провидънс“
Провидънс (на английски: Providence) са серия от три кораба на ВМС на САЩ. Първоначално са строени като леки крайцери от типа „Кливланд“, през 1957 г. са рекласифицирани и в периода 1957 – 1960 г. са преустроени на леки ракетни крайцери (CLG).
В процеса на двугодишна реконструкция на всичките три кораба е премахната задната част на надстройките, за да се освободи място за ЗРК „Териер“ с боекомплект за 120 ракети. Също са поставени три големи мачти за поместване на радарите, системите за насочване на ракетите и комуникационното оборудване. „Провидънс“ и „Спрингфилд“ едновременно са оборудвани като флагмански кораби, което изисква реконструкция и разширение на новосовата част на надстройката, в резултат на което са допълнително демонтирани една триоръдейна кула със 152-мм оръдия и две сдвоени 127-мм артустановки. „Топека“ съхранява стандартното носово въоръжение на крайцерите от типа „Кливланд“: две триоръдейни кули със 152-мм оръдия и три сдвоени 127-мм артустановки.
По сходен образ са реконструирани три други крайцера от типа „Кливланд“ – „Галвистън“, „Литъл Рок“ и „Оклахома сити“ (последните два като флагмански кораби). Тези кораби получават ЗРК „Талос“ и са рекласифицирани на ракетни крайцери тип „Галвистън“.
Всички бивши кораби от типа „Кливланд“, преоборудвани в леки ракетни крайцери, изпитват проблеми с устойчивостта, предизвикани от голямата маса на ракетната установка и електронното оборудване. Друг недостатък на конструкцията на корабите от типа „Провидънс“ е недостатъчната надлъжна здравина на корпуса.
Всичките три кораба на серията са извадени в резерва в периода 1969 – 1974 г. „Провидънс“ и „Спрингфилд“, намиращи се в строй по време на прекласификацията на корабите на ВМФ на САЩ, през 1975 г., са класифицирани като ракетни крайцери (CG).
В периода 1974 – 1980 г. трите кораба са извадени от Военноморския регистър и са разкомплектовани за скрап.

## Представители на проекта
| Название                | Номер       | Корабостроителница | Заложен на            | Спуснат на | В строй от            | Изваден от флота на   |
| ----------------------- | ----------- | ------------------ | --------------------- | ---------- | --------------------- | --------------------- |
| USS Providence (CLG-6)  | CL-82 CLG-6 | Bethlehem Boston   | 27.07.1943 23.05.1957 | 28.12.1944 | 15.05.1945 17.09.1959 | 14.06.1949 31.08.1973 |
| USS Springfield (CLG-7) | CL-66 CLG-7 | Bethlehem          | 13.02.1943 1957       | 09.03.1944 | 09.09.1944 02.07.1960 | 06.1949 15.05.1974    |
| USS Topeka (CLG-8)      | CL-67 CLG-8 | Bethlehem          | 04.1943               | 08.1944    | 03.1959               | 06.1969               |

## Коментари
1. ↑  Буквите показват принадлежността към определен класː ВВ – линкор, СС, CL, СА – съответно линеен, лек или тежък крайцер, CV – самолетоносач, DD – разрушител, SS – подводница и т.н.